# 극장판 썬더일레븐 GO: 궁극의 우정 그리폰
극장판 썬더일레븐 GO: 궁극의 우정 그리폰(일본어: 劇場版イナズマイレブンGO 究極の絆 グリフォン 이나즈마일레븐 GO 궁극의 우정 그리폰[*])은 일본에서 2011년 12월 23일 개봉한 애니메이션 영화이다. 이나즈마 일레븐 GO의 극장판화 작품이며, 3D 영화로도 제작되었다.